# Ferdinand Thun
Ferdinand Thun-Hohenstein ou Ferdinand von Thun und Hohenstein (né le 26 août 1921 à Děčín et mort le 11 novembre 2022) est un ancien diplomate est-allemand.

## Biographie
Ferdinand Thun est le fils de Franz Anton von Thun und Hohenstein et son épouse Franziska von Lobkowicz (fille de Ferdinand von Lobkowitz). Sa grand-mère Marie Pia von Thun und Hohenstein née Chotek von Chotkow est la fille de Bohuslav Chotek et la sœur de Sophie Chotek, l'épouse morganatique de François-Ferdinand d'Autriche.
Il obtient l'abitur en 1940 puis intègre la Wehrmacht. En 1943, il est fait prisonnier de guerre par les Soviétiques et fréquente une école antifasciste du Nationalkomitee Freies Deutschland. L'année suivante, il fait partie de la Bund Deutscher Offiziere.
En décembre 1948, il est libéré dans la zone d'occupation soviétique en Allemagne. En 1949, il devient membre du Parti national-démocrate d'Allemagne et de son comité. Il renonce à son titre de noblesse et épouse Nyota Kirchner, professeur de littérature. Il étudie à l'université de Leipzig et à l'académie allemande de sciences politiques et juridiques Walter Ulbricht.
De 1949 à 1987, il exerce différentes fonctions au sein du ministère des Affaires étrangères de la RDA : chef du protocole de 1949 à 1956, ambassadeur en URSS de 1956 à 1961 et de 1969 à 1973, directeur d'organisations internationales au sein du ministère de 1962 à 1968, ambassadeur en Iran et en Afghanistan d'avril 1973 à 1975. De 1976 à 1982, il travaille comme chercheur dans le département consacré à l'ONU au sein du ministère et est responsable de l'étude de la maîtrise des armements. Il est entre autres chef de la délégation est-allemande du Groupe des fournisseurs nucléaires, en 1980 représentant pour le respect du traité sur la non-prolifération des armes nucléaires, en 1979 et 1980 chef de la délégation est-allemande à la Conférence des Nations unies sur la restriction de l'utilisation des armes classiques et de 1980 à 1981 membre d'un groupe de travail auprès du Secrétaire général des Nations unies sur la question du désarmement. Il est de 1966 à 1990 membre du conseil d'administration de l'Association pour les Nations unies en RDA. De février 1982 à 1987, il est délégué permanent de la République démocratique allemande à l'UNESCO à Paris.
Il meurt le 11 novembre 2022.

## Source, notes et références
1. ↑  François Guyard, « Ferdinand Graf von Thun und Hohenstein (1921-2022) », sur Gothanjou.blog, 5
4 janvier 2023 (consulté le 4 janvier 2023).

- (de) Cet article est partiellement ou en totalité issu de l’article de Wikipédia en allemand intitulé « Ferdinand Thun (Diplomat) » (voir la liste des auteurs).